# Богородицерождественская церковь (Богородское)
Церковь Рождества Пресвятой Богородицы (Богородицерождественский храм) — православный храм в селе Богородском городского окруа Коломна Московской области. Входит в состав 3-го Коломенского благочиния Коломенской епархии Русской православной церкви.

## Историческая справка
Каменная церковь в честь Рождества Пресвятой Богородицы села Богородского была построена в середине 1790-х годов по заказу отставного полковника князя В. М. Голицына (1731—1789). Строительство храма шло на средства одной из дочерей князя Василия — Варвары. Варвара Васильевна воспитывалась в Смольном институте и была замужем за генерал-лейтенантом В. В. Нелюбовым.
Церковь освятили только в 1816 году. Скорее всего, при составлении проекта за образец была взята усадебная церковь Голицына в селе Курки (ныне село Куртино Ступинского района).
В 1856 году стараниями местной помещицы М. С. Булгаковой на месте притвора и галереи, соединявшей храм с отдельно стоявшей колокольней, была возведена двухстолпная трапезная с южным приделом в честь преподобного Сергия Радонежского.
Храм выстроен в стиле барокко. Столпообразная колокольня из трёх четвериков и цилиндрического верхнего яруса, стилистически близкая к зрелому классицизму, по красоте уступает основным элементам постройки. Алтарная апсида квадратной формы. Рядом сохранились остатки старинного кладбища.
До революции при храме действовала церковно-приходская школа. По сей день сохранился бывший школьный парк с редкими деревьями, среди которых можно увидеть даже раскидистый грецкий орех.

## Известные люди, связанные с храмом
5 августа 1893 года в селе Богородском в семье священника Иоанна Соловьёва родился прославленный ныне в лике святых священномученик Александр Соловьёв. По окончании двух классов Московской духовной семинарии Александр Соловьёв служил псаломщиком Покровской церкви села Таширова, затем в селе Слепушкине Наро-Фоминского района Московской области. В 1921 году он был рукоположен во священника храма села Королёвка Самарской губернии. В 1924 году отец Александр приписан к Преображенскому храму села Скляднева (Волоколамского района). Здесь 9 октября 1937 года, по обвинению в «агитации, направленной на срыв работы в колхозе», он был арестован, а 5 ноября того же года — расстрелян.
Пострадал от репрессий и священник Богородской церкви Сергий Добров. Отец Сергий был деятельным, энергичным человеком, много потрудившимся на ниве церковного образования. Он родился в 1875 году в семье священника. В 1897 году окончил Вифанскую семинарию и был назначен учителем церковно-приходской школы коломенского села Подберезники. В 1898 году Сергий Добров был рукоположен во священника, в 1899 году — назначен на должность законоучителя Богородского начального земского училища. В 1910 году отец Сергий утверждён в звании члена Коломенского отделения Московского епархиального училищного совета, в 1911 году — в должности помощника благочинного 3-го округа Коломенского уезда, а в 1915 году — кандидатом на должность члена правления Коломенского Духовного училища. В середине 1930-х годов священник Сергий Добров репрессирован. После ареста настоятеля храм быстро разрушили односельчане.

## Современное состояние
В середине 1990-х годов храм в полуразрушенном виде передали Русской православной церкви. Первую литургию здесь отслужили 18 октября 2003 года, в день памяти прп. Сергия Радонежского. В настоящее время полностью восстановлена кровля, ротонда, купол с крестом и кирпичная кладка, окна и двери.
В январе 2010 года отреставрирован купол колокольни с главкой, на праздник Крещения Господня на него был воздвигнут крест.
В 2011—2012 годах велись работы по сооружению дороги и плотины. Рядом с храмом находится источник прп. Сергия Радонежского. Когда в храме начала возрождаться церковная жизнь, постепенно восстановили и его: сделали навес, устроили ступеньки. В 2013 году, трудами благотворителя Вячеслава Потапенко на источнике была построена купальня, территория вымощена, сделана деревянная лестница. В день памяти преподобного Сергия отец Владимир с духовенством, в присутствии сельчан, гостей из Коломны и дачников, торжественно освятили купальню. Событие это совершилось в преддверии двух важных юбилейных дат: 700-летия преподобного Сергия Радонежского в 2014 году и 200-летия храма в 2016 году.
5 октября 2013 года на центральном куполе Богородицерождественского храма был установлен поновленный золотом крест, изготовленный ещё до революции. В 2003 году его запаяли, а спустя 10 лет на средства прихода Троицкой церкви купол храма был обновлён, а крест позолочен. 21 сентября, в день престольного праздника Богородицерождественского храма, обновлённый крест освятили. Две недели спустя крест установили на главку.
К осени 2014 года была полностью завершена отделка внешнего убранства храма, а в 2015 году основные силы были брошены на восстановление придела Рождества Пресвятой Богородицы. Храм планировали освятить к его двухсотлетию.
По праздникам в храме совершаются богослужения, в течение года в Богородском устраиваются выездные уроки воскресной школы при Троицком храме на Репне, иногда сюда для молитвы приезжают люди с ограниченными возможностями. В течение нескольких лет при храме проводились летние молодёжные лагеря, участники которых вносили посильную помощь в восстановление храма. Это место пользуется популярностью у художников и фотографов.
Настоятель храма — протоиерей Владимир Пахачев.